# Inventaire général du patrimoine culturel à Rueil-Malmaison
Cet article recense le patrimoine culturel de Rueil-Malmaison, répertorié dans l'inventaire général du patrimoine culturel d'Île-de-France par le ministère de la Culture. Les notices sont des références de la Base Mérimée ou Palissy du Ministère de la Culture.

## Liste du patrimoine culturel inventorié
| Image                          | Objet                                                                                             | Localisation                                                            | Coordonnées                 | Notice inventaire                    | Notice monument historique           | Auteur(s)                                                                      | Date                                  | Commentaire |
| Monument aux morts             | Monument aux morts                                                                                | Monument aux morts                                                      | Monument aux morts          | Monument aux morts                   | Monument aux morts                   | Monument aux morts                                                             | Monument aux morts                    | Monument aux morts |
| ------------------------------ | ------------------------------------------------------------------------------------------------- | ----------------------------------------------------------------------- | --------------------------- | ------------------------------------ | ------------------------------------ | ------------------------------------------------------------------------------ | ------------------------------------- | --- |
| plus d'images                  | Monument aux morts de la Guerre 1914-1918                                                         | place du 11 novembre 1918                                               | 48° 52′ 39″ N, 2° 10′ 54″ E | IA00064587                           |                                      | Charles Perron                                                                 | 1923                                  | |
|                                | Statue de la République Française, dite Marianne                                                  | place du 11 novembre 1918                                               | 48° 52′ 39″ N, 2° 10′ 54″ E | IM92000099                           |                                      | Charles Perron                                                                 | 1923                                  | |
| Immeubles                      |                                                                                                   |                                                                         |                             |                                      |                                      |                                                                                |                                       | |
|                                | Immeuble à logements                                                                              | 45 avenue Albert 1er                                                    | 48° 52′ 57″ N, 2° 10′ 36″ E | IA00064621                           |                                      |                                                                                |                                       | |
|                                | École maternelle Tuck Stell                                                                       | 1 rue André Lachaud                                                     | 48° 53′ 03″ N, 2° 10′ 58″ E | IA00064609                           |                                      | François Henri                                                                 | 1934                                  | |
|                                | Maison                                                                                            | 10 boulevard Belle Rive                                                 | 48° 53′ 03″ N, 2° 09′ 52″ E | IA00064625                           |                                      |                                                                                | 1930                                  | Maison destinée à être la résidence d'un ambassadeur                                                                                     |
|                                | Auberge                                                                                           | 32 boulevard Belle Rive                                                 | 48° 52′ 53″ N, 2° 09′ 45″ E | IA00064579                           |                                      |                                                                                | 1er quart du XXe siècle               | Auberge au début du XXe siècle avec une possibilité de canoter et de pêcher                                                              |
|                                | Asile d'aliénés dit Clinique psychiatrique du Château                                             | 1 avenue de Bois Préau                                                  | 48° 52′ 30″ N, 2° 10′ 32″ E | IA00064618                           |                                      |                                                                                | 1er quart du XIXe siècle              | |
| Château de Vert-Mont           |                                                                                                   |                                                                         |                             |                                      |                                      |                                                                                |                                       | |
| plus d'images                  | Maison les Fossés, puis Château de Vert Mont                                                      | 10 rue Charles Floquet 5 avenue Tuck-Stell                              | 48° 52′ 14″ N, 2° 10′ 09″ E | IA00064637                           | « PA00133015 », notice no PA00133015 | Louis-Martin Berthault                                                         | 1900                                  | Résidence d’Édouard Tuck et de Mme Stell au début du XXe siècle. Propriété IFP exceptionnellement ouverte au public.                     |
|                                | Décor intérieur de salle de bain                                                                  | 10 rue Charles Floquet 5 avenue Tuck-Stell                              | 48° 52′ 14″ N, 2° 10′ 09″ E | IM92000297                           |                                      |                                                                                |                                       | |
| plus d'images                  | Relief de la salle des fêtes                                                                      | 10 rue Charles Floquet 5 avenue Tuck-Stell                              | 48° 52′ 14″ N, 2° 10′ 09″ E | IM92000296                           |                                      |                                                                                | 1900-1910                             | |
| plus d'images                  | Parc du domaine du Vertmont                                                                       | 10 rue Charles Floquet 5 avenue Tuck-Stell                              | 48° 52′ 14″ N, 2° 10′ 09″ E | « IA92000508 », notice no IA92000508 | « PA00133015 », notice no PA00133015 |                                                                                | 1855, 1898                            | |
| Château de Malmaison           |                                                                                                   |                                                                         |                             |                                      |                                      |                                                                                |                                       | |
| plus d'images                  | Château de Bois-Préau                                                                             | 1 avenue de l'Impératrice Joséphine                                     | 48° 52′ 27″ N, 2° 10′ 36″ E | IA00064619                           | « PA00088170 », notice no PA00088170 |                                                                                | 1855                                  | Annexe du Musée napoléonien, actuellement en rénovation.                                                                                 |
| plus d'images                  | Parc du château de Bois-Préau                                                                     | 1 avenue de l'Impératrice Joséphine                                     | 48° 52′ 27″ N, 2° 10′ 36″ E | « IA92000372 », notice no IA92000372 | « PA00088170 », notice no PA00088170 |                                                                                | 1855                                  | |
| plus d'images                  | Château de Malmaison                                                                              | 12 avenue du Château de la Malmaison                                    | 48° 52′ 15″ N, 2° 10′ 01″ E | IA00064615                           | « PA00088170 », notice no PA00088170 | Charles Percier Pierre Fontaine                                                | 1799                                  | Musée napoléonien. |
| plus d'images                  | Parc du château de la Malmaison                                                                   | 12 avenue du Château de la Malmaison                                    | 48° 52′ 15″ N, 2° 10′ 01″ E | « IA92000371 », notice no IA92000371 | « PA00088170 », notice no PA00088170 | Jean-Marie Morel Louis-Martin Berthault                                        | 1799                                  | |
| plus d'images                  | Château de la Petite Malmaison                                                                    | 229bis avenue Napoléon-Bonaparte                                        | 48° 52′ 11″ N, 2° 09′ 38″ E | IA00064615                           | « PA00088136 », notice no PA00088136 | Jean-Marie Morel Jean-Thomas Thibault Barthélemy Vignon Louis-Martin Berthault | 1803-1805                             | Propriété privée, ouverte exceptionnellement au public.                                                                                  |
| plus d'images                  | Parc du château de la Petite Malmaison                                                            | 229bis avenue Napoléon-Bonaparte 2 avenue Delille                       | 48° 52′ 11″ N, 2° 09′ 38″ E | « IA92000512 », notice no IA92000512 | « PA00088136 », notice no PA00088136 |                                                                                | 1803-1805                             | Propriété privée, ouverte exceptionnellement au public.                                                                                  |
|                                | Mausolée du Prince Impérial                                                                       | 7 avenue Marmontel                                                      | 48° 52′ 10″ N, 2° 10′ 00″ E | IA00064615                           | « PA00135375 », notice no PA00135375 | François-Hippolyte Destailleur                                                 | 1938                                  | Propriété d'état, non ouverte au public.                                                                                                 |
| plus d'images                  | Temple de l'Amour                                                                                 | avenue Marmontel, avenue Delille                                        | 48° 52′ 07″ N, 2° 09′ 48″ E | IA00064615                           | « PA00088140 », notice no PA00088140 |                                                                                | XIXe siècle                           | Propriété privée, non ouverte au public.                                                                                                 |
| Autres                         |                                                                                                   |                                                                         |                             |                                      |                                      |                                                                                |                                       | |
|                                | Maison                                                                                            | 2 rue du Château                                                        | 48° 52′ 34″ N, 2° 10′ 50″ E | IA00064634                           |                                      |                                                                                | 1819                                  | |
|                                | Chapelle Saint Joseph de Buzenval                                                                 | 38 rue du Colonel de Rochebrune                                         | 48° 51′ 24″ N, 2° 11′ 34″ E | IA00064598                           |                                      |                                                                                | 1924                                  | |
|                                | Monument aux morts de la guerre de 1870 dit monuments aux morts de Raoul Kreuznach                | avenue du Commandant Jacquot                                            | 48° 51′ 52″ N, 2° 09′ 45″ E | IA00064586                           |                                      |                                                                                | après 1875                            | |
|                                | Immeuble à logements                                                                              | 14 place de l’Église                                                    | 48° 52′ 35″ N, 2° 10′ 51″ E | IA00064622                           |                                      |                                                                                | 1830                                  | |
| plus d'images                  | École de Garçons, dite École Jules Ferry                                                          | 19 place de l’Église                                                    | 48° 52′ 34″ N, 2° 10′ 55″ E | IA00064608                           |                                      | Hue                                                                            | 1877                                  | |
| Église Saint-Pierre-Saint-Paul |                                                                                                   |                                                                         |                             |                                      |                                      |                                                                                |                                       | |
| plus d'images                  | Église paroissiale Saint-Pierre-Saint-Paul                                                        | place de l’Église                                                       | 48° 52′ 35″ N, 2° 10′ 53″ E | IA00064577                           | « PA00088138 », notice no PA00088138 | Jacques Lemercier                                                              | 1584                                  | |
|                                | Autel, tabernacle de la chapelle de la Vierge                                                     | place de l’Église                                                       | 48° 52′ 35″ N, 2° 10′ 53″ E | IM92000080                           |                                      |                                                                                |                                       | |
|                                | Autel, tabernacle à ailes                                                                         | place de l’Église                                                       | 48° 52′ 35″ N, 2° 10′ 53″ E | IM92000081                           |                                      | Henry Dex                                                                      | 1837                                  | |
|                                | Chaire à prêcher                                                                                  | place de l’Église                                                       | 48° 52′ 35″ N, 2° 10′ 53″ E | IM92000104                           |                                      |                                                                                |                                       | |
|                                | Chemin de croix                                                                                   | place de l’Église                                                       | 48° 52′ 35″ N, 2° 10′ 53″ E | IM92000089                           |                                      |                                                                                | fin XIXe siècle                       | |
|                                | Devant d'autel : la Déploration                                                                   | place de l’Église                                                       | 48° 52′ 35″ N, 2° 10′ 53″ E | IM92000082                           | PM92000102                           | Dizy (doreur)                                                                  | 1737                                  | |
|                                | Fonts baptismaux (cuve baptismale à infusion)                                                     | place de l’Église                                                       | 48° 52′ 35″ N, 2° 10′ 53″ E | IM92000083                           |                                      |                                                                                | 1852-1870                             | |
|                                | Lampe de sanctuaire                                                                               | place de l’Église                                                       | 48° 52′ 35″ N, 2° 10′ 53″ E | IM92000084                           |                                      |                                                                                | 3 quart du XIXe siècle                | |
| plus d'images                  | Monument funéraire de la reine Hortense                                                           | place de l’Église                                                       | 48° 52′ 35″ N, 2° 10′ 53″ E | IM92000070                           | PM92000105                           | Jean-Auguste Barre                                                             | 1854-1857                             | |
| plus d'images                  | Orgue                                                                                             | place de l’Église                                                       | 48° 52′ 35″ N, 2° 10′ 53″ E | IM92000090                           | PM92000271                           | Baccio d'Agnolo Aristide Cavaillé-Coll                                         | 4e quart XVIe siècle, 1874            | |
|                                | Tableau : l'Assomption                                                                            | place de l’Église                                                       | 48° 52′ 35″ N, 2° 10′ 53″ E | IM92000085                           | PM92000103                           | Jean André dit Frère André                                                     | XVIIe siècle                          | |
|                                | Tableau : Le martyre de saint Pierre                                                              | place de l’Église                                                       | 48° 52′ 35″ N, 2° 10′ 53″ E | IM92000086                           | PM92000107                           | Eberhart Keilhau dit Monsù Bernardo                                            | XVIIIe siècle                         | |
|                                | Tableau : sainte                                                                                  | place de l’Église                                                       | 48° 52′ 35″ N, 2° 10′ 53″ E | IM92000088                           |                                      |                                                                                | XIXe siècle                           | |
|                                | Tableau : Sainte Cécile entourée d'anges                                                          | place de l’Église                                                       | 48° 52′ 35″ N, 2° 10′ 53″ E | IM92000105                           | PM92000108                           | Coxcie I                                                                       | XVIe siècle                           | |
|                                | Tombeau : de la reine Hortense dans la crypte                                                     | place de l’Église                                                       | 48° 52′ 35″ N, 2° 10′ 53″ E | IM92000072                           |                                      |                                                                                | 3e quart XIXe siècle                  | |
| plus d'images                  | Tombeau : de l'impératrice Joséphine                                                              | place de l’Église                                                       | 48° 52′ 35″ N, 2° 10′ 53″ E | IM92000071                           | PM92000104                           | Pierre Cartellier                                                              | 1825                                  | |
|                                | 10 Verrières (baies 101 à 110), grisaille décorative                                              | place de l’Église                                                       | 48° 52′ 35″ N, 2° 10′ 53″ E | IM92000079                           |                                      |                                                                                | 2e moitié XIXe siècle                 | |
|                                | 2 Verrières : bénédiction de sainte Geneviève (baies 21, 22)                                      | place de l’Église                                                       | 48° 52′ 35″ N, 2° 10′ 53″ E | IM92000078                           |                                      | Henri Garnier                                                                  | 1855                                  | |
|                                | 2 Verrières : scènes de la Vie de la Vierge, scènes de la vie des évangélistes (baies 112)        | place de l’Église                                                       | 48° 52′ 35″ N, 2° 10′ 53″ E | IM92000075                           |                                      | Henri Garnier                                                                  | 2e moitié XIXe siècle                 | |
|                                | 4 Verrières : (baies 5, 6, 7, 8), grisaille décorative                                            | place de l’Église                                                       | 48° 52′ 35″ N, 2° 10′ 53″ E | IM92000074                           |                                      | L. Lobin                                                                       | 1879                                  | |
|                                | 5 Verrières : saint Hortensius, saint Pierre, Bon Pasteur, saint Paul, saint Joseph (baies 0 à 4) | place de l’Église                                                       | 48° 52′ 35″ N, 2° 10′ 53″ E | IM92000073                           |                                      | L. Lobin                                                                       | 1878                                  | |
|                                | Verrière (rose) (baie 14)                                                                         | place de l’Église                                                       | 48° 52′ 35″ N, 2° 10′ 53″ E | IM92000076                           |                                      |                                                                                | 2e moitié XIXe siècle                 | |
|                                | 7 Verrières : les préceptes chrétiens (baies 13, 15, 16, 17, 18, 19, 20)                          | place de l’Église                                                       | 48° 52′ 35″ N, 2° 10′ 53″ E | IM92000077                           |                                      |                                                                                | 2e moitié XIXe siècle                 | |
|                                | Cloche                                                                                            | place de l’Église                                                       | 48° 52′ 35″ N, 2° 10′ 53″ E |                                      | PM92000106                           |                                                                                | 1777                                  | |
|                                | Pertuisane                                                                                        | place de l’Église                                                       | 48° 52′ 35″ N, 2° 10′ 53″ E |                                      | PM92000101                           |                                                                                | XVIIe siècle                          | |
| Divers                         |                                                                                                   |                                                                         |                             |                                      |                                      |                                                                                |                                       | |
|                                | Monument aux Morts de Buzenval, de la Guerre de 1870                                              | 20 rue du Général Colonieu                                              | 48° 51′ 19″ N, 2° 11′ 28″ E | IA00064589                           |                                      |                                                                                | 1875                                  | |
|                                | Loge Maçonnique                                                                                   | 18 boulevard Général de Gaulle                                          | 48° 52′ 35″ N, 2° 10′ 39″ E | IA00064603                           |                                      |                                                                                | 2e quart XXe siècle                   | |
| plus d'images                  | Maison                                                                                            | 6 rue du Général Noël                                                   | 48° 52′ 33″ N, 2° 10′ 56″ E | IA00064626                           |                                      |                                                                                | 3e quart XIXe siècle                  | |
| plus d'images                  | Hôpital Stell                                                                                     | 17 boulevard de l'Hôpital-Stell                                         | 48° 52′ 36″ N, 2° 11′ 11″ E | IA00064607                           |                                      |                                                                                | 1903                                  | |
|                                | Blanchisserie                                                                                     | 12 rue Jean Edeline                                                     | 48° 52′ 42″ N, 2° 11′ 07″ E | IA00064580                           |                                      |                                                                                | 4e quart XIXe siècle                  | Transformée en imprimerie municipale en 1986.                                                                                            |
|                                | Blanchisserie                                                                                     | 8 rue d'Essling                                                         | 48° 52′ 25″ N, 2° 10′ 45″ E | IA92000548                           |                                      |                                                                                | 4e quart XIXe siècle                  | Transformée en immeuble d'habitation. |
|                                | Marché Jean Jaurès                                                                                | place Jean Jaurès                                                       | 48° 52′ 40″ N, 2° 10′ 44″ E | IA00064578                           |                                      |                                                                                | 1947                                  | Bâtiment détruit pour construire un nouveau parking.                                                                                     |
|                                | Maison                                                                                            | 50 rue Jean-Le-Coz                                                      | 48° 52′ 31″ N, 2° 10′ 39″ E | IA00064630                           |                                      |                                                                                | 1re moitié XIXe siècle                | |
| plus d'images                  | Hippodrome de Saint-Cloud                                                                         | 99 à 111 rue de Lieutenant Colonel de Montbrisson 22 à 30 rue de l'Yser | 48° 51′ 40″ N, 2° 11′ 44″ E | IA00064636                           | « PA00088139 », notice no PA00088139 | Léon Berthault                                                                 | 1898-1902                             | Construit à la place de l'ancien Château de la Fouilleuse du XVIIe siècle.                                                               |
|                                | Domaine de Fouilleuse                                                                             | 121 rue de Lieutenant Colonel de Montbrisson 85-97 avenue de Fouilleuse | 48° 51′ 40″ N, 2° 11′ 45″ E | IA00064636                           | « PA00088137 », notice no PA00088137 | Léon Berthault                                                                 | 1900                                  | Vestiges de l'ancien Château de la Fouilleuse du XVIIe siècle sur la propriété du Paris Country Club.                                    |
|                                | Parc du domaine de la Fouilleuse                                                                  | 121 rue de Lieutenant Colonel de Montbrisson 85-97 avenue de Fouilleuse | 48° 51′ 40″ N, 2° 11′ 45″ E | « IA92000506 », notice no IA92000506 | « PA00088137 », notice no PA00088137 |                                                                                | XVIIe siècle                          | |
| plus d'images                  | Maison de Vigneron                                                                                | 1 rue de la Libération                                                  | 48° 52′ 40″ N, 2° 10′ 57″ E | IA00064631                           |                                      |                                                                                | XVIIe siècle ou XVIIIe siècle         | |
|                                | Blanchisserie, puis bureau                                                                        | 10 rue Lienard                                                          | 48° 52′ 45″ N, 2° 11′ 17″ E | IA92000549                           |                                      |                                                                                | 2e quart XIXe siècle                  | Détruite et remplacée par les immeubles d'habitation.                                                                                    |
| plus d'images                  | Maison                                                                                            | 16 rue de la Libération                                                 | 48° 52′ 39″ N, 2° 11′ 00″ E | IA00064632                           |                                      |                                                                                | fin XVIIIe siècle - début XIXe siècle | |
|                                | Sanatorium de Buzenval                                                                            | 9 rue du Marquis de Coriolis                                            | 48° 51′ 26″ N, 2° 11′ 22″ E | IA00064606                           |                                      |                                                                                | 1er quart XXe siècle                  | |
|                                | Château de Buzenval puis Collège de Passy-Buzenval                                                | 200 avenue Otis Mygatt                                                  | 48° 51′ 31″ N, 2° 10′ 54″ E | IA00064617                           |                                      |                                                                                | 1470, XVIIIe siècle                   | |
|                                | Parc du château de Buzenval                                                                       | 50 avenue Otis Mygatt                                                   | 48° 51′ 32″ N, 2° 11′ 00″ E | « IA92000510 », notice no IA92000510 |                                      |                                                                                | XVIIe siècle                          | |
|                                | Maison                                                                                            | 168 avenue Paul Doumer                                                  | 48° 52′ 47″ N, 2° 10′ 45″ E | IA00064628                           |                                      |                                                                                | 3e quart XIXe siècle                  | Ancien bâtiment de Commissariat de Police.                                                                                               |
|                                | Maison de Nadar                                                                                   | 200 avenue Paul Doumer                                                  | 48° 52′ 43″ N, 2° 10′ 34″ E | IA00064629                           |                                      |                                                                                | 1850                                  | Maison de Félix Tournachon dit Nadar, pionnier de la photographie.                                                                       |
|                                | Maison de la duchesse de Ségovie                                                                  | 228 avenue Napoléon Bonaparte                                           | 48° 52′ 39″ N, 2° 10′ 21″ E | IA00064627                           |                                      |                                                                                | 1850                                  | Actuellement locaux de la IFP School. |
| plus d'images                  | Poste                                                                                             | 91 avenue Paul Doumer                                                   | 48° 52′ 48″ N, 2° 10′ 54″ E | IA00064605                           |                                      |                                                                                | 1909-1930                             | |
| plus d'images                  | Caserne des Gardes Suisses dite Caserne Guynemer                                                  | 1 Rue Charles Axel Guillaumot                                           | 48° 52′ 46″ N, 2° 11′ 14″ E | IA00064614                           | « PA00088135 », notice no PA00088135 | Charles-Axel Guillaumot                                                        | 1756                                  | Abrite le Musée des Gardes Suisses. |
| plus d'images                  | Parc de l'Amitié                                                                                  | 160 avenue Paul-Doumer                                                  | 48° 52′ 47″ N, 2° 10′ 40″ E | « IA92000513 », notice no IA92000513 |                                      |                                                                                | 1977                                  | |
|                                | Jardin de la clinique du Lac                                                                      | 14 boulevard de Richelieu                                               | 48° 52′ 19″ N, 2° 10′ 59″ E | « IA92000515 », notice no IA92000515 |                                      |                                                                                |                                       | |
|                                | Jardin Novartis                                                                                   | 14 boulevard de Richelieu                                               | 48° 52′ 19″ N, 2° 10′ 59″ E | « IA92000507 », notice no IA92000507 |                                      |                                                                                | 2e quart XVIIe siècle                 | |
|                                | Jardin du Père Joseph                                                                             | 34 boulevard de Richelieu                                               | 48° 52′ 11″ N, 2° 11′ 06″ E | « IA92000514 », notice no IA92000514 |                                      |                                                                                | 1633                                  | |
| Hôtel de Ville                 |                                                                                                   |                                                                         |                             |                                      |                                      |                                                                                |                                       | |
| plus d'images                  | Hôtel de Ville                                                                                    | 6 rue Paul Vaillant Couturier                                           | 48° 52′ 40″ N, 2° 10′ 53″ E | IA00064604                           |                                      | Lebois et Prince                                                               | 1869                                  | Abrite le Musée d'histoire locale. |
|                                | Chape                                                                                             | 6 rue Paul Vaillant Couturier                                           | 48° 52′ 40″ N, 2° 10′ 53″ E | IM92000093                           |                                      |                                                                                | 1er quart XIXe siècle                 | Chape portée lors de l'enterrement de l'impératrice Joséphine (1814) et de la reine Hortense de Beauharnais (1838).                      |
|                                | Chape                                                                                             | 6 rue Paul Vaillant Couturier                                           | 48° 52′ 40″ N, 2° 10′ 53″ E | IM92000094                           |                                      |                                                                                | XVIIIe siècle                         | Chape du XVIIIe siècle. |
|                                | Chasuble pour la fête de saint Vincent                                                            | 6 rue Paul Vaillant Couturier                                           | 48° 52′ 40″ N, 2° 10′ 53″ E | IM92000092                           |                                      |                                                                                | XIXe siècle                           | Chasuble, étole et manipule portés par les curés lors des fêtes de saint Vincent, patron des vignerons.                                  |
|                                | Fauteuil de Napoléon III                                                                          | 6 rue Paul Vaillant Couturier                                           | 48° 52′ 40″ N, 2° 10′ 53″ E | IM92000096                           |                                      |                                                                                | 1852                                  | |
|                                | Pertuisane de Suisse                                                                              | 6 rue Paul Vaillant Couturier                                           | 48° 52′ 40″ N, 2° 10′ 53″ E | IM92000098                           |                                      |                                                                                | XVIIe siècle                          | |
|                                | Tableau : Vierge à l'Enfant                                                                       | 6 rue Paul Vaillant Couturier                                           | 48° 52′ 40″ N, 2° 10′ 53″ E | IM92000097                           |                                      |                                                                                | fin XVe siècle                        | |
|                                | Voile huméral                                                                                     | 6 rue Paul Vaillant Couturier                                           | 48° 52′ 40″ N, 2° 10′ 53″ E | IM92000095                           |                                      |                                                                                | XVIIe siècle                          | |
| Bâtiments et divers            |                                                                                                   |                                                                         |                             |                                      |                                      |                                                                                |                                       | |
| plus d'images                  | Maison de Maraîcher                                                                               | 22 rue Paul Vaillant Couturier                                          | 48° 52′ 37″ N, 2° 10′ 52″ E | IA00064633                           |                                      |                                                                                | XVIIe siècle ou XVIIIe siècle         | Actuellement entrée du Passage d'Arcole.                                                                                                 |
|                                | École des Godardes                                                                                | 78 avenue du Président Pompidou                                         | 48° 52′ 18″ N, 2° 11′ 39″ E | IA00064610                           |                                      | Raoul Brandon                                                                  | 1932                                  | L'école primaire des Godardes a été détruite et remplacée par Lycée professionnel Gustave Eiffel.                                        |
|                                | Pensionnat de Filles                                                                              | 3 rue du Prince Eugène                                                  | 48° 52′ 26″ N, 2° 10′ 11″ E | IA00064612                           |                                      |                                                                                | 4e quart XIXe siècle                  | Pensionnat transformé en école ménagère par Mme Tuck est offert à la commune en 1924.                                                    |
| plus d'images                  | Maison                                                                                            | 8 rue du Quatre Septembre                                               | 48° 52′ 37″ N, 2° 11′ 02″ E | IA00064624                           |                                      | Thiefine                                                                       | 1859                                  | Façade antérieure de la maison est entièrement plaquée des coquillages et de silex.                                                      |
|                                | Pavillon de la Vallière                                                                           | 15 rue René Cassin                                                      | 48° 52′ 37″ N, 2° 11′ 09″ E | IA00064635                           |                                      |                                                                                | XVIIe siècle ou XVIIIe siècle         | Depuis 1950 abrite les bureaux de l'école privée Notre-Dame.                                                                             |
|                                | Immeuble à logements                                                                              | 3 avenue de la République                                               | 48° 52′ 44″ N, 2° 10′ 37″ E | IA00064620                           |                                      |                                                                                | 1er quart XXe siècle                  | |
|                                | Entrepôt Commercial                                                                               | 9 avenue de la République                                               | 48° 52′ 46″ N, 2° 10′ 34″ E | IA00064582                           |                                      |                                                                                | 1er quart XXe siècle                  | Apparemment l'entrepôt a été détruit. |
| plus d'images                  | Blanchisserie                                                                                     | 5 rue Trumeau                                                           | 48° 52′ 38″ N, 2° 10′ 56″ E | IA00064581                           |                                      |                                                                                | 1885                                  | |
| plus d'images                  | Pensionnat, hospice dit Fondation Cognacq                                                         | 16 avenue de Versailles                                                 | 48° 51′ 59″ N, 2° 10′ 05″ E | IA00064611                           |                                      |                                                                                | 1892                                  | |
|                                | Parc de la fondation Cognacq-Jay                                                                  | 16 avenue de Versailles                                                 | 48° 51′ 59″ N, 2° 10′ 05″ E | « IA92000511 », notice no IA92000511 |                                      |                                                                                | 4e quart XIXe siècle                  | |
|                                | Gare de Rueil-Malmaison                                                                           | avenue Victor Hugo                                                      | 48° 53′ 14″ N, 2° 10′ 15″ E | IA00064583                           |                                      |                                                                                | 1844                                  | Ancienne gare détruite vers 1970. |
|                                | Maison du garde du lotissement de la Malmaison                                                    | 17 avenue Vigée Lebrun                                                  | 48° 52′ 09″ N, 2° 09′ 56″ E | IA00064623                           |                                      | Henri Rousset                                                                  | 1899                                  | |
|                                | Monument aux morts danois                                                                         | place des Volontaires Danois                                            | 48° 52′ 44″ N, 2° 11′ 16″ E | IA00064588                           |                                      |                                                                                | 1925                                  | |
|                                | Haut-relief : femme gravant les noms des morts                                                    | place des Volontaires Danois                                            | 48° 52′ 44″ N, 2° 11′ 16″ E | IM92000100                           |                                      | Stephan Sinding                                                                | 1925                                  | |
|                                | Casino                                                                                            | 2 Avenue Alsace-Lorraine (près de la Gare de Rueil)                     | 48° 53′ 11″ N, 2° 10′ 21″ E | IA00064613                           |                                      | Loisel                                                                         | 1883                                  | Le casino a cessé l'activité en 1902. Il a été démoli en 1970. Théâtre de l'Athénée a été construit sur l’emplacement de l’ancien Casino |
|                                | Château du Val, puis château de Richelieu                                                         |                                                                         |                             | IA00064616                           |                                      |                                                                                | 1633                                  | Château est détruit et la propriété est lotie et vendue en 1832.                                                                         |
| plus d'images                  | Pont ferroviaire                                                                                  | Quai Adolphe Giquel                                                     | 48° 53′ 08″ N, 2° 09′ 48″ E | IA00064584                           |                                      |                                                                                | 1837                                  | |
|                                | Ancien pont routier dit pont de Chatou                                                            | Quai Adolphe Giquel                                                     | 48° 53′ 15″ N, 2° 09′ 47″ E | IA00064585                           |                                      |                                                                                | 1873, 1945                            | Détruit en 1966 et remplacé par le pont actuel plus large en amont.                                                                      |
|                                | Jardin de l'Institut Français du Pétrole                                                          | avenue du Bois-Préau                                                    | 48° 52′ 33″ N, 2° 10′ 35″ E | « IA92000509 », notice no IA92000509 |                                      |                                                                                | XXe siècle                            | |
| plus d'images                  | Parc départemental du Mont-Valérien                                                               | 39 bis rue des Talus                                                    | 48° 52′ 25″ N, 2° 12′ 23″ E | « IA92000374 », notice no IA92000374 |                                      |                                                                                | XXe siècle                            | |
| Ancien cimetière               |                                                                                                   |                                                                         |                             |                                      |                                      |                                                                                |                                       | |
| plus d'images                  | Chapelle funéraire de la famille Courtois-Rouvray                                                 | Place du Souvenir Français                                              | 48° 52′ 47″ N, 2° 11′ 24″ E | IA00064599                           |                                      | Arnault                                                                        | 4e quart XIXe siècle                  | |
|                                | Chapelle funéraire de la famille Gaston-Nissé                                                     | Place du Souvenir Français                                              | 48° 52′ 47″ N, 2° 11′ 24″ E | IA00064602                           |                                      | Delisle                                                                        | 1899                                  | |
| plus d'images                  | Chapelle funéraire de la famille Lambert                                                          | Place du Souvenir Français                                              | 48° 52′ 47″ N, 2° 11′ 24″ E | IA00064600                           |                                      |                                                                                | 1873                                  | |
|                                | Chapelle Funéraire de la famille Lebordais-Davignon                                               | Place du Souvenir Français                                              | 48° 52′ 47″ N, 2° 11′ 24″ E | IA00064601                           |                                      | Delisle                                                                        | 1882                                  | |
|                                | Verrière : portrait de Valérie Arlabosse née Lebordais                                            | Place du Souvenir Français                                              | 48° 52′ 47″ N, 2° 11′ 24″ E | IM92000091                           |                                      | Javot                                                                          | 1882                                  | |
| plus d'images                  | Croix de Cimetière                                                                                | Place du Souvenir Français                                              | 48° 52′ 47″ N, 2° 11′ 24″ E | IA00064591                           |                                      | Delisle                                                                        | 1876                                  | |
|                                | Monument aux Morts de la Guerre de 1870                                                           | Place du Souvenir Français                                              | 48° 52′ 47″ N, 2° 11′ 24″ E | IA00064590                           |                                      | Antide Marie Pechiné                                                           | 1875                                  | |
| plus d'images                  | Monument des Trois Enfants de la Reine Marie Christine de Bourbon                                 | Place du Souvenir Français                                              | 48° 52′ 47″ N, 2° 11′ 24″ E | IA00064597                           |                                      | Romain Moratilla                                                               | 1866                                  | |
|                                | Statue de Marcelle Tiercelin                                                                      | Place du Souvenir Français                                              | 48° 52′ 47″ N, 2° 11′ 24″ E | IM92000103                           |                                      | A. Godard                                                                      | 1933                                  | |
|                                | Statue pleureuse                                                                                  | Place du Souvenir Français                                              | 48° 52′ 47″ N, 2° 11′ 24″ E | IM92000102                           |                                      | Paul Hamann                                                                    | 1932                                  | |
|                                | Tombeau                                                                                           | Place du Souvenir Français                                              | 48° 52′ 47″ N, 2° 11′ 24″ E | IA00064596                           |                                      |                                                                                | 4e quart XIXe siècle                  | |
|                                | Tombeau de Charles Gobin                                                                          | Place du Souvenir Français                                              | 48° 52′ 47″ N, 2° 11′ 24″ E | IA00064592                           |                                      |                                                                                | 1907                                  | Charles Gobin fut un auteur dramatique, artiste du Palais-Royal.                                                                         |
|                                | Buste de Charles Gobin                                                                            | Place du Souvenir Français                                              | 48° 52′ 47″ N, 2° 11′ 24″ E | IM92000101                           |                                      | Anfue                                                                          | 1907                                  | Charles Gobin fut un auteur dramatique, artiste du Palais-Royal.                                                                         |
|                                | Tombeau de la famille Bouquet                                                                     | Place du Souvenir Français                                              | 48° 52′ 47″ N, 2° 11′ 24″ E | IA00064595                           |                                      | Mantois (marbrier)                                                             | 1932                                  | |
|                                | Tombeau de la famille Tavernier Broquin                                                           | Place du Souvenir Français                                              | 48° 52′ 47″ N, 2° 11′ 24″ E | IA00064593                           |                                      |                                                                                | 1901                                  | |
| plus d'images                  | Tombeau des époux Dayras                                                                          | Place du Souvenir Français                                              | 48° 52′ 47″ N, 2° 11′ 24″ E | IA00064594                           |                                      |                                                                                | 1882                                  | |
| Ville et commune               |                                                                                                   |                                                                         |                             |                                      |                                      |                                                                                |                                       | |
|                                | Commune de Rueil-Malmaison                                                                        | 6 rue Paul Vaillant Couturier                                           | 48° 52′ 40″ N, 2° 10′ 53″ E | IA00064575                           |                                      |                                                                                |                                       | |
| plus d'images                  | Ville de Rueil-Malmaison                                                                          | 6 rue Paul Vaillant Couturier                                           | 48° 52′ 40″ N, 2° 10′ 53″ E | IA00064576                           |                                      |                                                                                |                                       | |
|                                |                                                                                                   |                                                                         |                             |                                      |                                      |                                                                                |                                       | |

## Pour approfondir